# 瑜伽

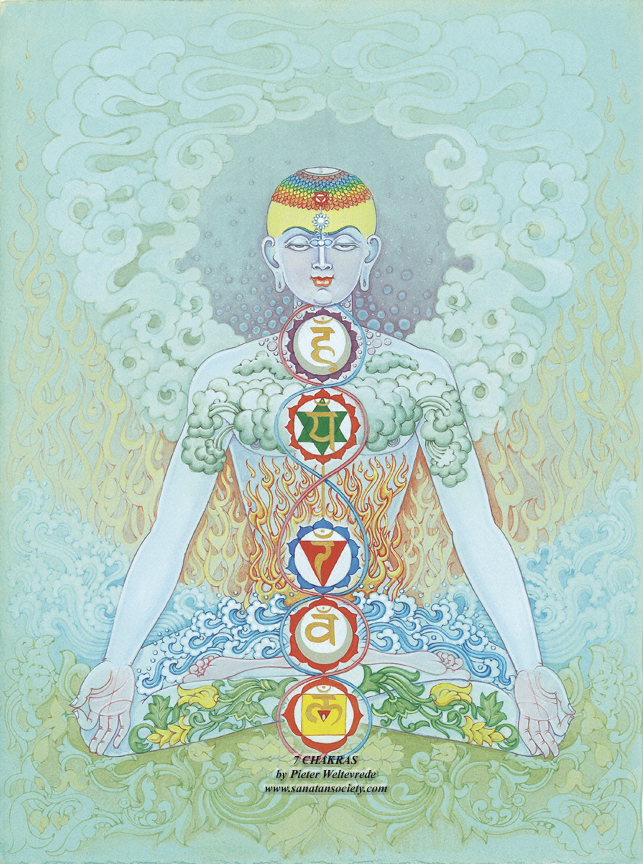
瑜伽脈輪觀念

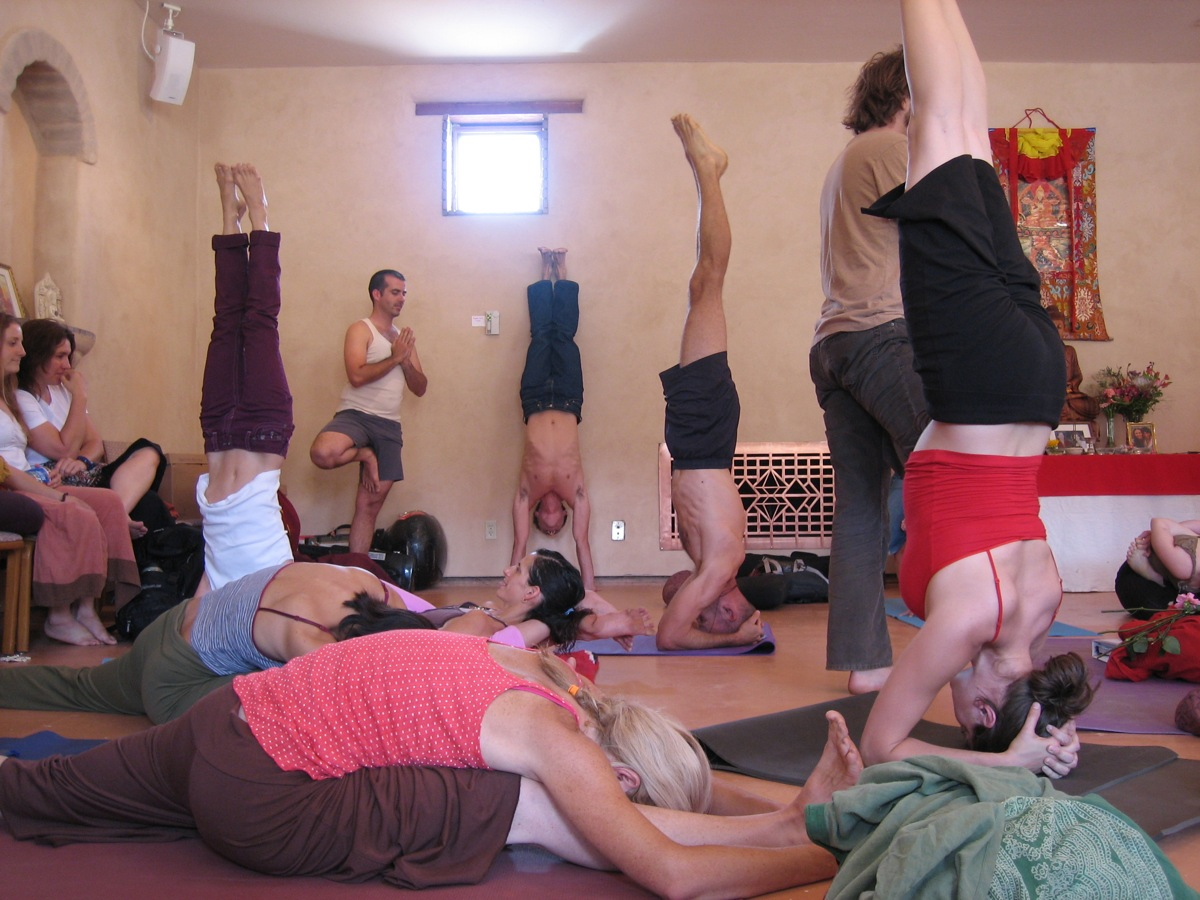
瑜伽練習場

瑜伽（羅馬化：yoga，直译：「原意为“轭”或“枷”，引申为“连结”“合一”等」），源于古印度文化，义爲探寻「梵我一如」的道理与方法，古印度六大哲学派别中有瑜伽派。而现代人所称的瑜伽则是主要是一系列的修身养心方法，包括调身的体位法（参考瑜伽体位集）、调息的呼吸法、调心的冥想法等，以達至身心的合一。
2016年12月1日，在埃塞俄比亚首都亚的斯亚贝巴举行的联合国教科文组织政府间保护非物质文化遗产委员会会议通过决议，将印度瑜伽列入该组织《人类非物质文化遗产代表作名录》。

## 起源
瑜伽是一个通过提升意识，帮助人类充分发挥潜能的体系。瑜伽姿势运用古老而易于掌握的技巧，改善人们生理、心理、情感和精神方面的能力，是一种达到身体、心灵与精神和谐统一的运动方式。古印度人更相信人可以与天合一，他们以不同的瑜伽修炼方法融入日常生活而奉行不渝：道德、忘我的动作、稳定的头脑、宗教性的责任、冥想和宇宙的自然和创造。
瑜伽已有數千年的歷史。有一種說法認為瑜伽是起源於吠陀時期，並且影響了佛教。公元前300年的瑜伽大圣哲波颠阇利將所有口耳相傳的經典，集結而成了《瑜伽經》（瑜伽的重要理论经典著作），印度瑜伽因此而有所依據。瑜伽行法正式订为八支体系。波颠阇利是一个对瑜伽有巨大貢獻的圣人。《瑜伽经》，彙整了瑜伽所有的理论和知识，形成完整的理论体系和实践系统。在这部著作裡，他阐述了瑜伽的定义、 瑜伽的内容 、瑜伽给身体内部带来的变化等等。在波颠阇利之前，瑜伽已经有了很长的实践期，但是没有任何人给瑜伽一个系统的解释，波颠阇利开创了一个完整的瑜伽体系。所以波颠阇利被尊为瑜伽之祖。严格来说，瑜伽是一種身心鍛鍊的統稱，瑜伽在印度也是一個身心修練的通泛名詞。有一段時期進行各種身心修練的人不管任何派別，都被尊稱為瑜伽士。
古印度的宗教哲學派別林立，不過有三本著作被大多數印度人尊為經典，一是「奧義書」，二為「薄伽梵歌」，三「阿育吠陀」，而《瑜伽經》集結各經典統合瑜伽八支。古印度婆羅門教提倡「梵我合一」理論，由於印度教的普及，加上另一位有名的瑜伽祖師同時也是印度教祖師商羯罗的影響，這三本書也被後來大多數的瑜伽士奉為經典。瑜伽術本是一種身心修持術，表面上看似與宗教無關，也可以說古印度任何宗教都採用。它的最高目的是實現人的一切可能，從精神（小我）與自然（梵，大我，最高意識）的合一（即「梵我合一」），一直到成佛成仙，或者其他教派所說的最高目的，瑜伽術都是被認可的途徑之一。
印度古語有云：世上有兩種超越太陽軌道（獲得永恆）的方式，一是在瑜伽中離棄世間；二是在戰場上委棄身體。這其實與中國傳統價值觀有所契合，例如道教的“功德成神”說，與儒家的“忠烈祠”信仰。

## 分類

### 瑜伽五大類
- 身，诃陀瑜伽。
- 心，勝王瑜伽。
- 知，智慧瑜伽。
- 情，虔信瑜伽。
- 意，行動瑜伽。

#### 哈達瑜伽

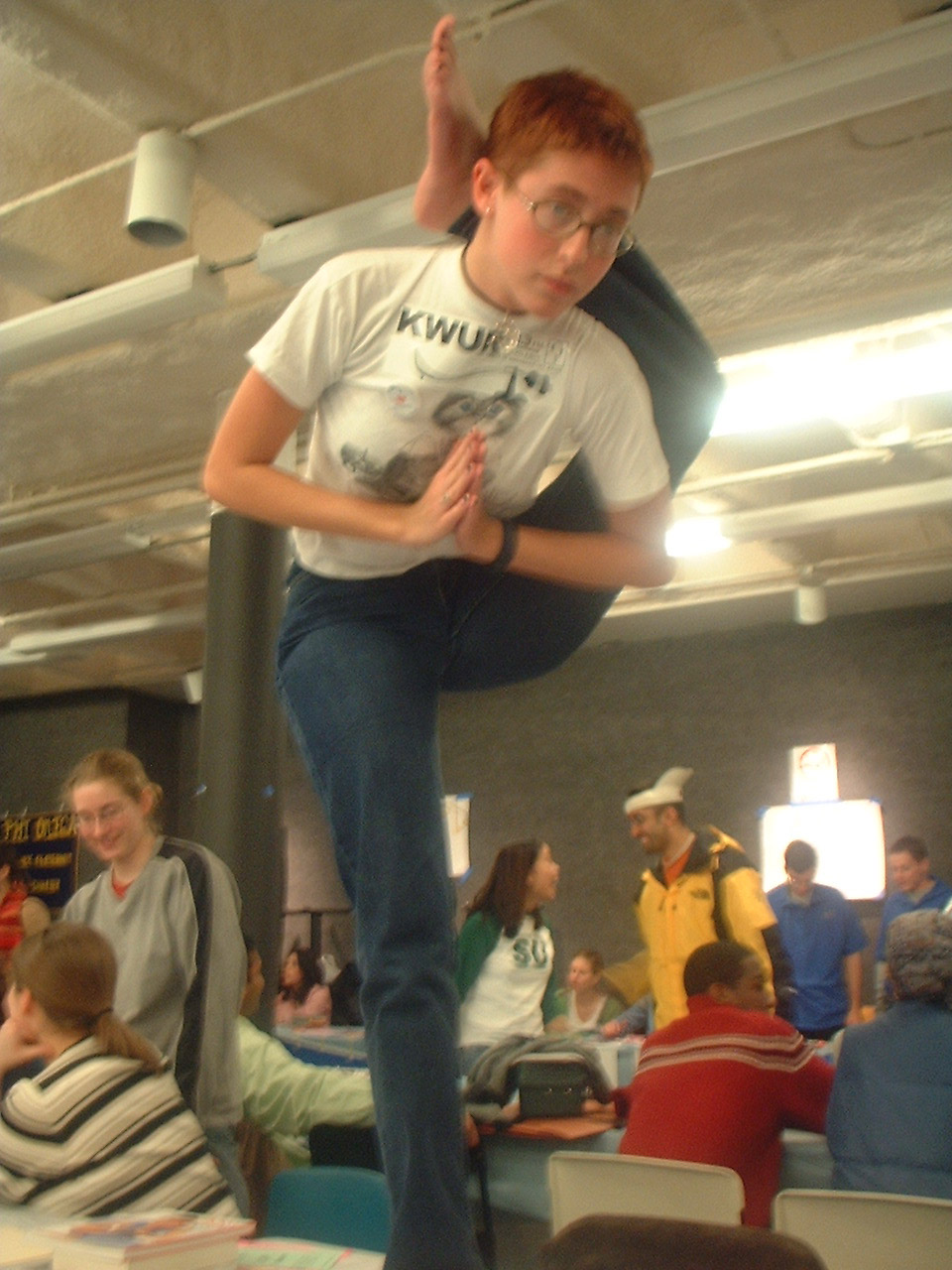
哈達瑜伽

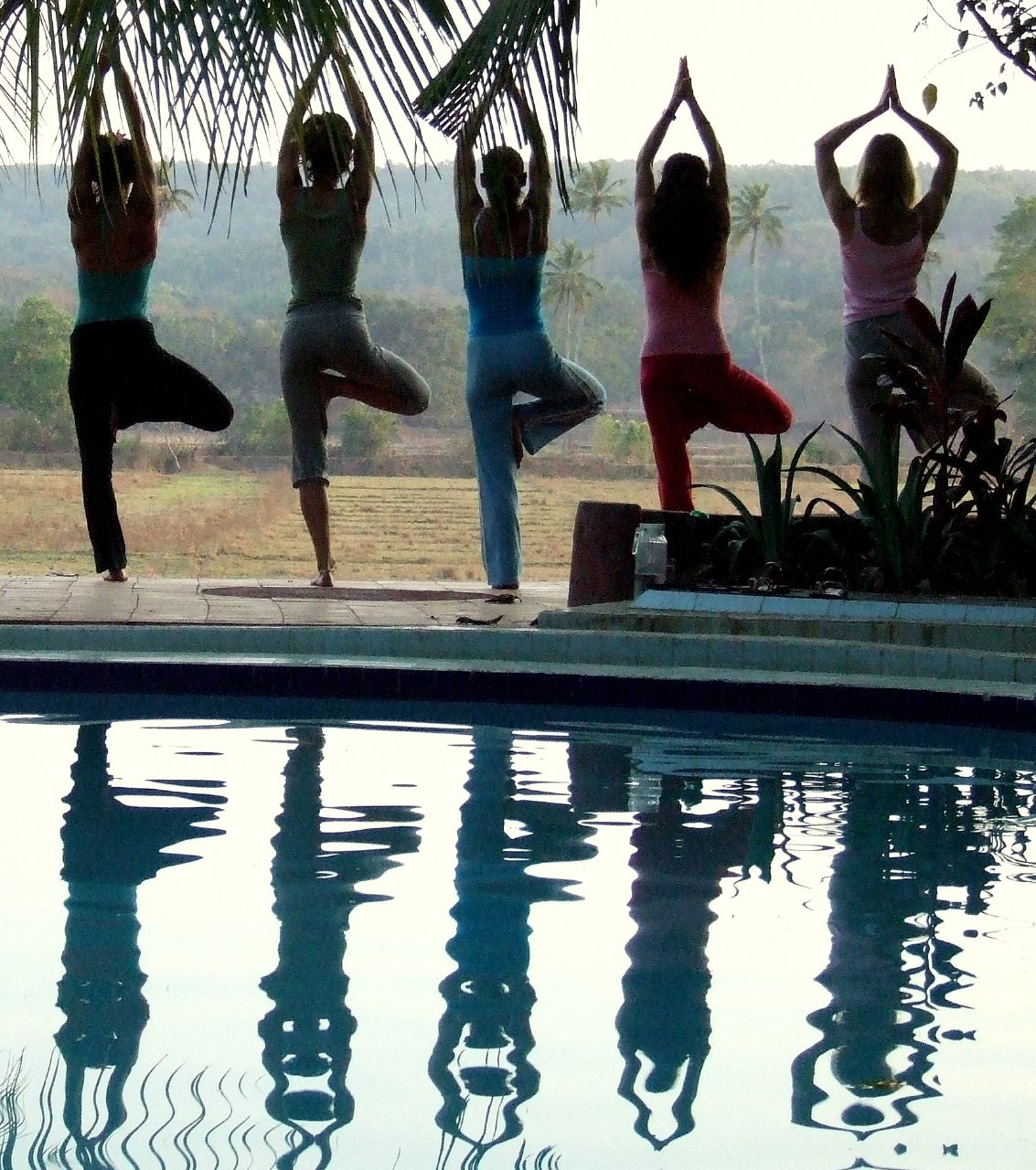
樹式 Vrksasana

「 哈」的字意為太陽，「達」為月亮。以學習呼吸與身體鍛鍊為主。现代的哈達瑜伽被統括為體位法的練習，所以所有強調體位法身體鍛鍊的派別都可以歸納到哈達瑜伽裡。

#### 勝王瑜伽
王瑜伽，又稱“羅阇瑜伽”、“胜王瑜伽”。勝王瑜伽以波颠阇利的《瑜伽經》為主要經典，強調八步功法身心並行的鍛鍊，尤其著重於靜坐與冥想的鍛鍊，以達到天人合一的三摩地為目標。目前印度有些寺院團體仍以勝王瑜伽作為標榜。

#### 知识瑜伽
智瑜伽，又稱“知識瑜伽”。以理性的思維、邏輯思辯以探求真理的瑜伽。用印度人的觀點來看，中國的老子、莊子等可以視為智慧瑜伽修行者。

#### 至善瑜伽
信瑜伽，又稱“虔信瑜伽”、“信爱瑜伽”、“奉愛瑜伽”、“至善瑜伽”。追求超越情緒、理性純善的道之愛，以冥想、唱誦、禮拜等嚴謹的宗教生活態度以及積極行善來達成。爲笈多王朝时期印度教巴克提运动的中心内容。

#### 行動瑜伽
行瑜伽，又称“業瑜伽”、“羯磨瑜伽”、“行动瑜伽”，通過積極入世的一系列實際行動來達致功德圓滿。聖雄甘地即行動瑜伽奉行者。

#### 梵頌瑜伽
咒语瑜伽，“曼怛罗”义爲咒语、梵頌、真言、神咒、秘密语，“曼怛罗瑜伽”也可译作“梵頌瑜伽”、“咒语瑜伽”。瑜伽的眾多修練方法之一，許多瑜伽派別都採用，各自的差別為宗教歌唱、咒語唸誦、秘密咒語唸誦等等。唱誦時講求心氣合一、專注、信心，長時間的唱誦時常容易引發唸者的宗教經驗，效果強烈又簡單，所以各大派別都很重視此練法。
唸誦一般採用7個「種子字」，各自代表人的七輪。

#### 密傳瑜伽
密瑜伽，“怛特羅”义爲密传、密教，“怛特羅瑜伽”也可译作“密瑜伽”、“密传瑜伽”。俗稱“雙修”。千年師徒的秘密傳承，著重於開發生命能量，超越凡人境界的修練。密宗瑜伽的特色為複雜曼陀羅圖案、詳密的宗教儀軌、不對外公開的內容、利用男女性能量引出生命能量的修練法、變換物質的練法、利用屍體的修練法、太陽能修練法等等。

### 瑜伽的“八支分法”
瑜伽之祖波颠阇利撰写的古典经典文献《瑜伽经》。《瑜伽經》一書很短，全書總共分成四章，內容講述包括瑜伽的定義、瑜伽的修行內容還有瑜伽到達的最後境界與解脫等，精簡地傳達了「瑜伽」的綱要。在《瑜伽經》的第二章详细说明瑜伽的“八支”（梵語：aṣṭāṅga，aṣṭa 是八，aṅga是分支、部份、肢體），即修行瑜伽的八個階段：
1. 夜摩（英语：Yamas）（Yama）:是指外在控制，宇宙的道德戒律。
2. 尼夜摩（英语：Niyamas）（Niyama）：是指内在控制，通过自律进行自我净化。
3. 体位（Āsanas）：是指瑜伽姿势，也称體式、「调身」。
4. 调息（Prāṇāyāma）：系统的呼吸方法，呼吸的控制和能量的处理。
5. 攝心（Pratyāhāra）：精神从感觉和外部事物的奴役中解脱出来，是指感觉消失，控制内心，也称「调心」。
6. 凝念（Dhāraṇa）：专注念頭。
7. 禅那（Dhyāna）：即冥想。
8. 三摩地（Samādhi）：由冥想而来的超意识全部集中到灵魂中，和宇宙合二为一。超越意识的境界。身体和感官静止，看似在睡眠，但头脑仍保持警惕。

## 瑜伽與宗教

### 印度教瑜伽派
在印度哲学和印度教中，有一派以研究瑜伽爲重点的瑜伽派，爲古印度六大哲学派别之一。約在公元2-4世紀，印度哲人波顛闍利編纂瑜伽經，將古老的印度瑜伽傳統加以整理，形成四品195頌的著作。其思想涉及了佛教、耆那教、數論派和《奧義書》。

### 佛教
作為印度宗教之一的佛教，相當重視瑜伽的修行。所謂「瑜伽」在梵語中是相應──契合的意思。就佛教而言，凡屬止觀，達到身心、心境或理智相應的練習，都可說是瑜伽。瑜伽行，即身心相應的修持法。瑜伽師、瑜伽士，為定慧修持者的通稱。
不過，佛教是以共印度教的禪定為定學，把不共的四念住、三十七菩提分法作慧學，深觀一切法空無自性，由無我無我所而達解脫。這和印度教修習神我，由梵我合一達致獨存的解脫，在修行所依的義理上有所不同。
《修行道地經》（榆迦-遮-復彌）、《修行方便禪經》（庾伽-遮羅-浮迷）及《瑜伽師地論》都是以「瑜伽」來命名的佛教禪修論著。

### 基督教的態度
由於根植於印度宗教文化的瑜伽，逐漸成為普及大眾的冥想和體操活動，引發部分基督教牧師在佈道中對信眾表示不可參與瑜伽活動。其理由是認為瑜伽和基督教十誡中的第一誡「不可拜耶和華以外的神」牴觸。不過，即便如此，在以基督教為主流信仰的美國，瑜伽仍十分風行。
有些基督徒會整合瑜伽中的體位，將其和印度教的瑜伽哲學思想分開，再加入祈禱、默想等基督教的內容，各個姿勢也改用英文命名（不是用原來的梵语詞語），捨棄曼怛羅以及其中的瑜伽哲學。以此方式讓這種瑜伽劃在基督教的範圍內。這引起了一些印度教團體對於文化挪用的指責，也有基督教學者對此提出觀察和批評。
天主教會以及一些基督教（新教）教會曾針對一些東方教會以及新纪元运动的作法提出疑慮，認為將基督教的靈修與印度文化的瑜伽、冥想加以結合，是有風險的。